# Böhse Onkelz
Böhse Onkelz (grafia incorreta do alemão "Böse Onkel" ), é uma banda de rock alemã, que se manteve em atividade desde 1980 .
A música do Böhse Onkelz esteve em constante mudança no decorrer dos anos. No começo, durante sua fase punk que durou de 1980 a 1982, tocavam punk rock. Em 1983, durante sua fase skinhead, seu som tende para o streetpunk/oi! com influências de ska em algumas músicas. Em 1985, após o final dessa fase, seguem os estilos hard rock e heavy metal, se mantendo assim até ao final da banda, em 2005. As músicas geralmente são muito diretas e expressam basicamente o que eles pensam. O vocal pesado de Russel também é notório, que acaba por distinguir a banda das demais. Em 2014, após 9 anos fora da cena musical, a banda se reune novamente para uma série de shows, cujo primeiro reuniu mais de 200.000 fãs no palco de hockenheimring.

## História

### O inicio na cena punk alemã
Inspirada por bandas como Sex Pistols e Ramones, a banda foi fundada por Stephan Weidner (na época com 17 anos), Kevin Richard Russell (16 anos) e Peter "Pe" Schorowsky (16 anos) em novembro de 1980, em Hösbach como uma banda de punk rock. O nome da banda surgiu quando crianças da vizinhança certo dia gritaram "da sind wieder die bösen Onkels" ("aí estão novamente os Tios Malvados"). A banda inicialmente tinha sua atividade principal nas redondezas de Frankfurt.
A banda manteve sua formação inicial até que Matthias Röhr (apelidado de Gonzo após o lançamento do álbum de Ted Nugent com o mesmo nome) juntou-se à banda em 1981 (Mathias tinha 18 anos na época). Musicalmente, ele era o mais experiente do grupo; tocava guitarra fazia seis anos, e havia tocado em outras bandas como a Antikörper.  Enquanto Weidner tocou guitarra, Matthias começou como baixista, mas trocou de instrumento antes da primeira gravação na coletânea de punk rock alemão Soundtracks zum Untergang 2. Inicialmente, a banda esteve ativa principalmente na região de Frankfurt am Main.

### A entrada na cena skinhead
Soundtracks zum Untergang 2 (Trilha sonora da extinção Vol. 2), foi uma coletânea punk de orientação esquerdista que contou com a primeira gravação do Böhse Onkelz. No entanto, após o movimento punk alemão, até então apolítico começar a tender para o anarquismo, os integrantes do Böhse Onkelz perderam o interesse na subcultura punk. O futebol tornou-se mais importante em suas vidas e, com isso, o hooliganismo e as brigas em torno dos jogos também.
Inicialmente, a banda se considerava parte do (originalmente apolítico) streetpunk/oi! alemão, que tendeu para a política de extrema-direita no decorrer dos anos 1980. Os shows e demo-tapes de que haviam sido lançados até então, atrairam fãs, que com o tempo também mudaram de apolíticos para a extrema-direita. O lançamento do álbum Der nette Mann em 1984 pela gravadora de rock de extrema-direita Rock-O-Rama. Este álbum foi indexado em Setembro de 1986, por causa de seu conteúdo de apologia à violência e ao sexismo. O álbum contém as canções patrióticas "Stolz" (orgulho) e "Deutschland" (Alemanha), pelo qual o Onkelz lentamente ganhou status de banda cult pela extrema-direita. Der nette Mann foi copiada inúmeras vezes para cassetes e, assim, espalhou-se rapidamente na cena. Logo após o lançamento do EP México no final de 1985, a banda deixou a gravadora Rock-O-Rama.

### Após a saída de cena skinhead

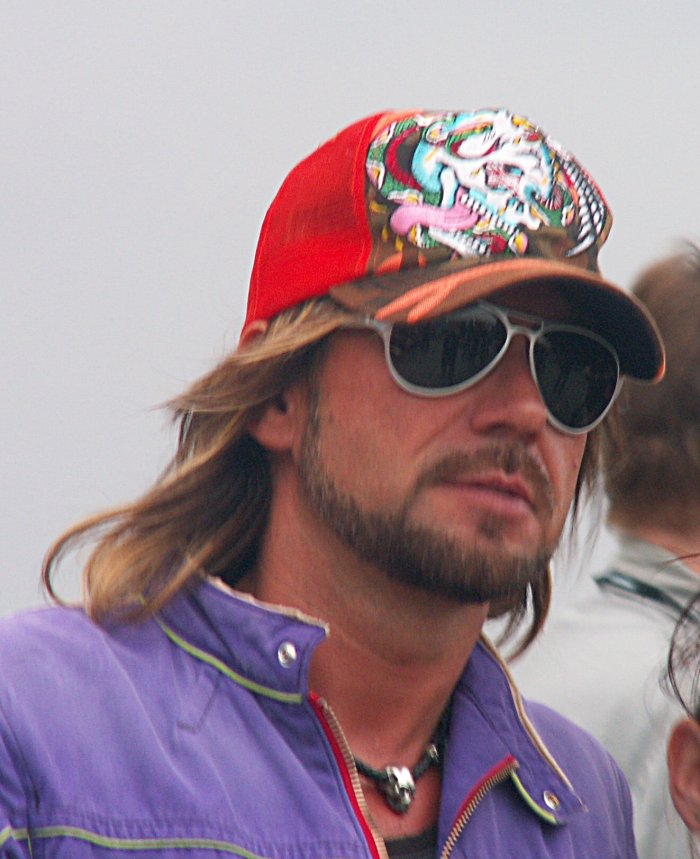
Stephan Weidner; compositor, baixista e líder da banda.

Depois de sua saída da cena skinhead em 1986, a banda prosseguiu sem qualquer motivação política distinguível. Nos álbuns seguintes, as canções continuavam falando de bebida e violência, mas eram muito mais ricas musicalmente e liricamente. Apesar dos graves problemas causados pelo vício de Russel em álcool e heroína, a banda continuou em atividade.
No dia 16 de junho de 1990, o melhor amigo em comum dos membros da banda, Andreas "Trimmi" Trimborn, foi morto a facadas durante um incidente em um bar localizado no distrito de Sachsenhausen de Frankfurt. Dois dias depois, fâs da banda localizaram o agressor, um soldado das forças armadas alemã, cujo pai era um militar de alta patente. O assassino foi julgado em tribunal, mas foi absolvido. O juiz declarou que a banda Böhse Onkelz e as pessoas de seu meio eram conhecidas por serem violentos e que a facada foi cometida em legítima defesa. Ainda hoje, todas as testemunhas rejeitam a alegação de que Trimmi ameaçou o assassino e sua companheira, e alegaram que ambos haviam aspirad cocaína, minutos antes do incidente, em uma caneca de cerveja. Russell caiu em uma depressão profunda devido à perda de seu amigo e tentou compensar sua dor com drogas e álcool. Seus hábitos de abuso de substância tornaram-se tão destrutivo que ele quase morreu como resultado. As canções"Nur die besten sterben jung" (só o melhor morre jovem) e "Der Platz neben mir" (o lugar ao meu lado) são dedicados e gravados na memória de Trimmi .
Em 1992, sem nenhuma divulgação, o álbum Heilige Lieder chegou à quinta posição nas paradas alemãs. Apesar de seu crescente sucesso comercial, a banda foi marcada com o estigma de ser uma banda de direita até o fim. Durante vários ataques relacionados à xenofobia, a mídia descobriu o passado direitista da banda. Depois de algumas reportagens críticas, a banda foi confrontada com substancial crítica, que entre outras coisas, levou emissoras de rádio a se recusar a tocar suas músicas. Muitos observadores externos simplesmente não acreditram que a banda tinha "visto a luz" e consideravam a sua saída da cena skinhead como uma manobra para evitar a proibição e repressão. A reputação da banda também sofreu com vários artigos sensacionalistas escritos sobre eles. Como reação a isso, Weidner escreveu canções como "Fahrt zur Hölle" (vá para o inferno) em Weiss & Schwarz ou "Danke für Nichts"(obrigado por nada) em "Hier sind die Onkelz" (aqui estão os Unclez).

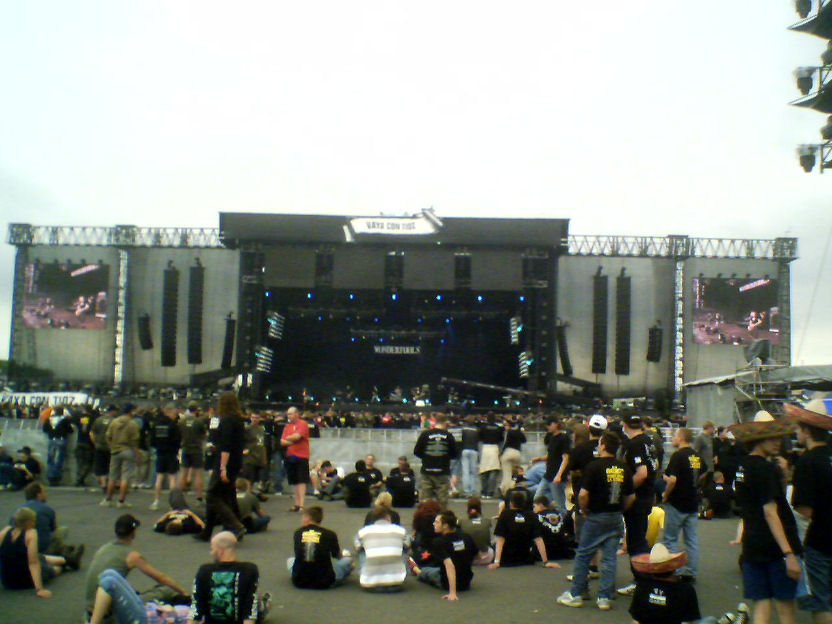
Support-act pelo Wonderfools na Vaya Con Tioz tour.

Além disso, grandes lojas de departamento alemãs como a Media Markt, a World of Music e a Saturn se recusaram a vender álbuns da banda. Até o final da década de 1990, no entanto, a Media Markt e a World of Music voltaram a vender seus álbuns. A Saturn se recusou a vendê-los até último álbum da banda, Adios em 2005, que mais tarde, juntamente com outros dos seus álbuns, esteve no topo das paradas por várias semanas. Desde o início dos anos 1990 em diante, a banda repetidamente tomou posição contra o extremismo de qualquer tipo e referiu-se a si mesmo como leigos, sem filiação política. Em 1993 no álbum Weiss, em referência ao Ausschreitungen "em Rostock", a banda fez sua primeira canção que claramente desaprovava a extrema-direita: "Deutschland im Herbst" (Alemanha no Outono). Cantando sobre a "Braune Scheisse" ("espuma marrom"), referindo-se a cor da Partido Nazista, "ich sehe blinden Hass, Blinde Wut Feige Morde, kinderblut" ("eu vejo ódio cego, a raiva cega e assassinatos covardes, sangue de crianças") e "blinde Parolen von und Idioten Verlierern" ("slogans cegos de idiotas e perdedores"). A canção "Ohne mich" (sem mim) de 1998 do álbum Viva los Tioz posiciona-se contra os extremismos de direita e esquerda. No primeiro verso diz os antifascistas que lutavam contra a banda, não viam o seu verdadeiro inimigo e não eram melhores do que os fascistas. Em que a banda também reconhece seu passado na cena skinhead cantando: "Ihr seit geboren dumm, wie ich genau. Lernte Doch was ich, nicht ihr lernt". ("Você nasceu burro assim como eu. Mas o que eu aprendi, você não está aprendendo")
A banda tem uma enorme comunidade de fãs e é um dos mais bem sucedidos grupos de música alemã. Em 1998 que vendeu cerca de 300.000 cópias do álbum Viva los tioz durante as primeiras 48 horas após o lançamento.
Em 8 de agosto de 2003, apesar das notícias negativas, o Böhse Onkelz foram escolhidos como banda de abertura para o Rolling Stones no seu concerto no Open Air Arena na Hannover Fairground.

### O fim da sua carreira

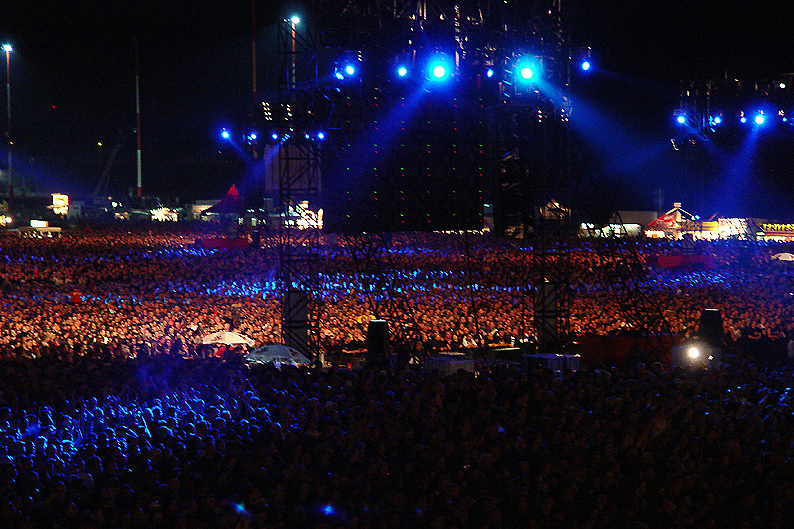
120.000 fãs no último show em Lausitzring, Alemanha.

Quando o contrato de cinco anos da banda com a Virgin terminou em 2003, encontraram um novo parceiro de venda no selo indie SPV GmbH para o seu último álbum,Adios. Em 24 de maio de 2004, o Onkelz anunciou oficialmente o fim de suas atividades na cena musical. Após o lançamento do álbum, um show no Wacken Open Air em agosto de 2004 e uma turnê com lotação esgotada chamada La Ultima. O show de despedida aconteceu em 17 e 18 de Junho de 2005, no EuroSpeedway Lausitz (em Lusácia, Brandemburgo) sob o nome de Vaya con tioz, em que cerca de 120.000 fãs compareceram.

### Temática de suas letras
No começo as músicas eram uma espécie de apresentação da própria banda, e de maneira irônica se colocando como os melhores. Frequentemente se referem a uma espécie de sentimento de comunidade, o qual é encarado pela banda e pelos fãs como uma singularidade. Frequentemente atacam seus críticos, por isso muitas músicas são diretamente contra a mídia, especialmente jornalistas. Por exemplo, as faixas "Danke für nichts" (obrigado por nada), "Ihr sollt dem Tag nicht vor dem Abend loben" (vocês não devem amar o dia antes da noite), "Jaja", "Leck mich am Arsch" (lamba meu traseiro), "Keine Amnestie für MTV" (nenhuma anistia para a MTV).
Mais adiante, as letras voltavam-se bastante para bebedeiras, como em "Heute trinken wir richtig" (hoje beberemos pra valer), "Alkohol", "Wahrheit" (encontre a verdade), "Wieder mal 'nen Tag verschenkt" (outro dia disperdiçado), "Satand der Dinge" (o estado das coisas), "Das Problem bist Du" (o problema é você) e "Dunkler Ort" (lugar escuro). Estas questões provavelmente foram desenroladas com o assassinato de Andreas "Trimmi" Trimborn, grande amigo da banda, o qual é mencionado em várias músicas como "Nur die Besten sterben jung" (apenas os melhores morrem cedo) e "Der Platz neben mir" (o lugar ao meu lado).
Outros grandes tópicos abordados nas músicas são a individualidade, o auto-reconhecimento e amor próprio, como em "Wenn Du wirklich willst" (se você realmente quiser).
Os álbuns tardios continham faixas que falavam basicamente do passado da banda, chamado "Wilde Zeit" (tempos selvagens), como na faixa "Errinerungen" (lembranças).
Em 1996 o álbum E.I.N.S. foi colocado entre os top 10 para "melhores álbuns de metal de todos os tempos" por várias revistas de renome (como por exemplo: Hard e Metal Hammer), mesmo não sendo o álbum mais vendido da banda.

## Discografia

### Álbuns de estúdio
- 1984 Der nette Mann (indexado, Beschlagnahme mittlerweile verjährt) (Rock-O-Rama Records)
- 1985 Böse Menschen – Böse Lieder (Rock-O-Rama Records)
- 1985 Mexico (Mini-LP) (Rock-O-Rama Records)
- 1987 Onkelz wie wir… (Metal Enterprises)
- 1988 Kneipenterroristen (Metal Enterprises)
- 1989 Lügenmarsch (Picture-Mini-LP) (Metal Enterprises)
- 1990 Es ist soweit (Metal Enterprises)
- 1991 Wir ham' noch lange nicht genug (Bellaphon Records)
- 1992 Heilige Lieder (Bellaphon Records)
- 1993 Weiß (Bellaphon Records)
- 1993 Schwarz (Bellaphon Records)
- 1995 Hier sind die Onkelz (Virgin Records)
- 1996 E.I.N.S. (Virgin Records)
- 1998 Viva los tioz (Virgin Records)
- 2000 Ein böses Märchen… …aus tausend finsteren Nächten (Rule 23)
- 2002 Dopamin (Rule 23)
- 2004 Adios (Regel 23, ehm. Rule 23)
- 2007 Onkelz wie wir (Neuaufnahme)

### Singles
- 1981 Kill the Hippies – Oi (I EM OI; Auflage: 2 cópias)
- 1992 "Ich bin in dir"
- 1995 "Finde die Wahrheit"
- 1998 "Terpentin"

| width="50%" valign="top"|
- 1998 Shape CD (Ingresso para a turnê de 1998)
- 2000 "Dunkler Ort"
- 2002 "Keine Amnestie für MTV"
- 2004 Onkelz vs. Jesus

### Álbuns ao vivo
- 1992 Live in Vienna (2xLP/CD/VHS)
- 1997 Live in Dortmund (2xCD/VHS)
- 2001 Böhse Onkelz Tour 2000 (D2xDVD & CD/VHS)
- 2001 20 Jahre – Live in Frankfurt (2xDVD & 2xCD)
- 2005 Live in Hamburg (2xCD)

### Coletâneas
- 1994 Gehasst, verdammt, vergöttert… …die letzten Jahre (2xCD)
- 2001 Gestern war heute noch morgen (3xCD)
- 1986 No Surrender Volume 1 (Rock o Rama Records)

### Video / DVD
- 1985 Böse Menschen – Böse Lieder (VHS)
- 1987 Onkelz wie wir (VHS)
- 1992 Live in Vienna (VHS / lançado em DVD em 2008)
- 1994 B.O.S.C Fan-Video (VHS)
- 1996 Live in Dortmund (VHS / lançado em DVD em 2008)
- 2000 Dunkler Ort + Clip – Making of (VHS)
- 2000 Tourfilm 2000 (VHS / DVD)
- 2001 20 Jahre – Live in Frankfurt (DVD)
- 2004 Adios (DVD zum Album)
- 2005 Tourfilm "La Ultima" – Live in Berlin (DVD)
- 2007 Vaya Con Tioz (DVD)

### Livros
- 1998 Buch der Erinnerungen – Die Fans der BÖHSEN ONKELZ
- 2005 Meine letzten 24 Stunden mit den Böhsen Onkelz

### Biografias
- 1997: Danke für Nichts (Thanks for nothing) (ISBN 3-00-001743-7) – A 1° edição (15.000 livros) inclui um CD contendo 8 músicas de demo de demo-tapes do início dos anos 1980.

### Compilações
- 1982 Soundtracks zum Untergang 2

### Trilhas sonoras
- 2005 no filme Kombat Sechzehn de Mirko Borscht é tocada a música "Wenn Du wirklich willst".

## Premiações
- Disco de Ouro: Heilige Lieder; Hier sind die Onkelz; Wir ham' noch lange nicht genug; Dunkler Ort; Gestern war heute noch morgen; Gehasst, Verdammt, Vergöttert; Live in Vienna; Schwarzes Album; Weisses Album und Live in Hamburg
- Disco de Platina: Adios; Ein böses Märchen aus tausend finsteren Nächten; E.I.N.S.; Live in Vienna (DVD); 20 Jahre - Live in Frankfurt (DVD); Böhse Onkelz Tour 2000 (DVD) und Live in Dortmund (DVD)
- Disco de Platina Duplo: La Ultima/Live in Berlin (DVD)
- Echo na categoria "Musik-DVD-Produktion (national)" pelo DVD e documentário Vaya Con Tioz